# Beecher, Illinois
Beecher là một làng thuộc quận Will, tiểu bang Illinois, Hoa Kỳ. Năm 2010, dân số của làng này là 4359 người.

## Dân số
Dân số qua các năm:
- Năm 2000: 2033 người.
- Năm 2010: 4359 người.